# Хосоновы
Хосо́новы (осет. Хосонтæ, тур. Öğün, Çınar, Abay) — осетинская фамилия.

## История
Хосоновы относятся к потомкам Царазона, одного из сыновей легендарного Ос-Багатара. По преданию, в селении Зарамаг жил некогда алдар, у которого было пятеро сыновей: Ила, Газай, Хосон, Кобеш и Хурум. Когда умерла жена алдара, он женился во второй раз на женщине из соседнего общества. От этого брака у алдара родились три сына. Когда сыновья от первой жены подросли, каждый из них стал жить отдельным домом и дал начало фамилии от своего имени: Илаевы, Газаевы, Хосоновы, Кобесовы и Хурумовы.

## Генеалогия
Родственными фамилиями (арвадалта) Хосоновых являются — Газаевы, Илаевы, Кобесовы, Слоновы, Халаевы, Хурумовы.

## Известные носители
- Курултуш Хосонов — генерал турецкой армии.
- Мусса Хосонов (Муса Ёгюн) (1917–2007) — турецкий политик, в 60-е годы был военным представителем в СССР.
- Хетаг Хосонов (род. 1998) — российский футболист, полузащитник клуба «Алания».
- Азамат Хосонов (род. 2000) — российский и греческий борец вольного стиля.